# Diego Gracia Guillén
Diego Gracia Guillén (Madrid, 21 de maig de 1941) és un metge i filòsof espanyol, especialista en bioètica i acadèmic de la Reial Acadèmia de Ciències Morals i Polítiques.
El 1970 va obtenir la Llicenciatura en Medicina i Cirurgia a la Universitat de Salamanca, on es va apropar a la càtedra d'Història de la Medicina de Luis Granjel. Després de realitzar en aquella universitat la seva tesina de llicenciatura ("Psicologia Factorial de la Personalitat"), va sol·licitar una carta de recomanació a Granjel per a Pedro Laín Entralgo i es va traslladar a Madrid.
Deixeble de Laín i de Xavier Zubiri, ha contribuït a l'ètica mèdica, desenvolupant el concepte de deliberació. Va ostentar la càtedra d'Història de la Medicina de la Universitat Complutense de Madrid i va ser director del primer màster espanyol de Bioètica.
És membre de la Reial Acadèmia Nacional de Medicina i de l'Acadèmia de Medicina de Xile, és Doctor Honoris causa per les Universitats de Còrdova (Argentina) i San Marcos de Lima, director de la Fundació Xavier Zubiri i president del Patronat de la Fundació de Ciències de la Salut.

## Obres
- Diego Gracia Guillén. Introducción a la bioética. Siete ensayos..  Bogotá: Editorial El Búho, 1991.
- Diego Gracia Guillén. Como arqueros al blanco. Estudios de bioética.  Madrid: Editorial Triacastela, 2004. ISBN 84-95840-13-8.
- Diego Gracia Guillén. Voluntad de verdad. Para leer a Zubiri.  Madrid: Editorial Triacastela, 2007. ISBN 978-84-95840-16-5.
- Diego Gracia Guillén. Procedimientos de decisión en ética clínica.  Madrid: Editorial Triacastela, 2007. ISBN 978-84-95840-29-5.
- Diego Gracia Guillén. Fundamentos de bioética.  Madrid: Editorial Triacastela, 2007. ISBN 978-84-95840-18-9.
- Diego Gracia Guillén. Voluntad de comprensión. La aventura intelectual de Pedro Laín Entralgo.  Madrid: Editorial Triacastela, 2010. ISBN 978-84-95840-44-8.
- Diego Gracia Guillén. La cuestión del valor.  Madrid: Real Academia de Ciencias Morales y Políticas, 2010. ISBN 978-84-7296-332-0.